# Малахіт (конструкторське бюро)
Санкт-Петербурзьке морське бюро машинобудування «Малахіт» імені академіка Н. Н. Ісаніна (рос. Санкт-Петербургское морское бюро машиностроения «Малахит» имени академика Н. Н. Исанина) — одне з найбільших радянських та російських конструкторських бюро у галузі проєктування дизель-електричних, так і атомних підводних човнів.
Основною сферою діяльності бюро є проектування, забезпечення будівництва та випробувань атомних та дизельних підводних човнів та заселених технічних засобів освоєння Океану.

## Проєкти підводних човнів, розроблені КБ «Малахіт»
- Підводні човни проєкту 627, 627А «Кит»
- Підводні човни проєкту 629А, 629Р, 605, 601, 619
- К-27
- К-222
- Підводні човни проєкту 671 «Йорш»
- Підводні човни проєкту 671РТ «Сьомга»
- Підводні човни проєкту 671РТМ(К) «Щука»
- Підводні човни проєкту 705, 705К «Ліра»
- Підводні човни проєкту 971 «Щука-Б»
- Підводні човни проєкту 885 «Ясень»
- Підводні човни проєкту «Хаскі»
- АС-12
- «Консул»